# Буруту
Буруту (англ. Burutu ) - місто, порт і район місцевого управління в Нігерії.

## Географія
Розташоване в штаті Дельта, в дельті Нігера, на обох берегах Форкадос, рукава Нігеру, за 32 кілометри вище за течією від затоки Бенін, на південний захід від порту Варрі.

### Клімат
Місто знаходиться у зоні, котра характеризується мусонним кліматом. Найтепліший місяць — лютий із середньою температурою 28.6 °C (83.5 °F). Найхолодніший місяць — серпень, із середньою температурою 25.4 °С (77.7 °F).
| Клімат Буруту           | Клімат Буруту | Клімат Буруту | Клімат Буруту | Клімат Буруту | Клімат Буруту | Клімат Буруту | Клімат Буруту | Клімат Буруту | Клімат Буруту | Клімат Буруту | Клімат Буруту | Клімат Буруту | Клімат Буруту |
| Показник                | Січ.          | Лют.          | Бер.          | Квіт.         | Трав.         | Черв.         | Лип.          | Серп.         | Вер.          | Жовт.         | Лист.         | Груд.         | Рік           |
| Середня температура, °C | 27,3          | 28,6          | 28,5          | 28            | 27,3          | 26,3          | 25,5          | 25,4          | 25,8          | 26,4          | 27,3          | 27,1          | 27            |
| Норма опадів, мм        | 26.1          | 58.4          | 122           | 183.1         | 251.7         | 333.8         | 443.2         | 358.3         | 409.5         | 309.1         | 99.8          | 33.6          | 2628.6        |
| Днів з опадами          | 2,3           | 4             | 8             | 10,6          | 13,3          | 16,2          | 16,9          | 16            | 17,5          | 14            | 5,8           | 2,5           | 127,1         |
| Вологість повітря, %    | 76.5          | 77.6          | 79.7          | 82.3          | 84.2          | 85.5          | 86.2          | 86.1          | 86            | 86.3          | 84.3          | 79.4          | 82.8          |
| ----------------------- | ------------- | ------------- | ------------- | ------------- | ------------- | ------------- | ------------- | ------------- | ------------- | ------------- | ------------- | ------------- | ------------- |
| Джерело: Weatherbase    |               |               |               |               |               |               |               |               |               |               |               |               |               |

## Історія
Слугував для Королівської Нігерійської компанії вузлом, що зв'язує річковий та морський транспорт Нігерії. Королівська Нігерійська компанія встановила тут базу в кінці XIX століття . Населення району місцевого самоврядування 209 666 осіб (2006) .

## Економіка
Буруту експортує пальмову олію, пальмове ядро, каучук та деревину з околиць. Воно також експортує арахіс та бавовну з Північної Нігерії та Чаду, вироби з пальми і деревину зі Східної Нігерії, а також насіння кунжуту та арахіс з штатів Когі, Бенуе та Плато. Ці товари доставляються моторними річковими суднами, які піднімаються по Форкадос і Нігеру вгору за течією, в Онічу, найбільший порт Нігеру, а потім спускаються в порт Буруту .
Офшорні нафтові родовища були відкриті біля Буруту в 1964 році, а в наступному році була експортована перша сира нафта з цієї держави (з пункту навантаження в морі). Порт Буруту затьмарив порт Форкадос, що знаходиться за 8 кілометрів нижче за течією, і є колишнім пунктом перевалки товарів, призначених для Лагоса, столиці Нігерії. У місті розвинене суднобудування та судноремонт, також він служить сільськогосподарським торговим центром для народу іджо. У буруту є лікарня .